# Lassi Parkkinen
Lauri Rikhard „Lassi“ Parkkinen (8. května 1917 Varkaus – 3. října 1994 Espoo) byl finský rychlobruslař.
Na mezinárodní scéně se poprvé objevil v roce 1938 na Mistrovství světa (9. místo), během druhé světové války závodil především na finských šampionátech. V roce 1946 byl čtvrtý na neoficiálním světovém šampionátu, o rok později Mistrovství světa vyhrál a také byl osmý na Mistrovství Evropy. Startoval na Zimních olympijských hrách 1948, kde v závodě na 10 000 m vybojoval stříbrnou medaili, dále byl čtvrtý na patnáctistovce, devátý na pětikilometrové trati a ve sprintu na 500 m se umístil na 16. příčce. Na evropských šampionátech dosáhl nejlépe čtvrtého místa v roce 1952, tentýž rok také získal stříbro na Mistrovství světa. Zúčastnil se zimní olympiády 1952, kde byl šestý na trati 1500 m a osmý na desetikilometrové distanci (sprint na 500 m nedokončil). V roce 1953 startoval pouze na světovém šampionátu (12. místo), což byl jeho poslední závod.